# لاوری براون
لاوری براون (انگلیسی: Laurie Brown; ۲۲ اوت ۱۹۳۷ – ۳۰ سپتامبر ۱۹۹۸) ورزشکار فوتبال اهل بریتانیا بود.
از باشگاه‌هایی که در آن بازی کرده‌است می‌توان به باشگاه فوتبال بیشاپ اوکلند، باشگاه فوتبال آرسنال، باشگاه فوتبال نورث‌همپتون تاون، باشگاه فوتبال تاتنهام هاتسپر، باشگاه فوتبال برافورد پارک آونیو، باشگاه فوتبال نوریچ سیتی، باشگاه فوتبال ووکینگ، و باشگاه فوتبال آلترینچام اشاره کرد.
وی همچنین در تیم فوتبال المپیک بریتانیای کبیر بازی کرده‌است.